# Amazic de l'Atles Mitjà Oriental
L'amazic de l'Atles Mitjà Oriental és un continu dialectal amazic parlat a les parts oriental i nord-oriental de l'Atles Mitjà, al Marroc. Aquest dialectes són els de les tribus Aït Seghrushen, Aït Waraïn, Marmusha, Aït Alaham, Aït Yub i Aït Morghi.
Malgrat el fet que són mútuament intel·ligibles amb els dialectes veïns del tamazight del Marroc Central i que generalment hi són classificats amb ells, aquests dialectes actualment es consideren part de les llengües zenetes i són intermedis entre el rifeny i les llengües amazigues de l'Atles.
Entre aquests dialectes zeneti, el dels Aït Seghrouchen i Aït Waraïn han estat objecte de més estudis, mentre que pocs estudis s'han centrat en els dialectes dels Aït Yub i Aït Morghi.